# Атаргатис

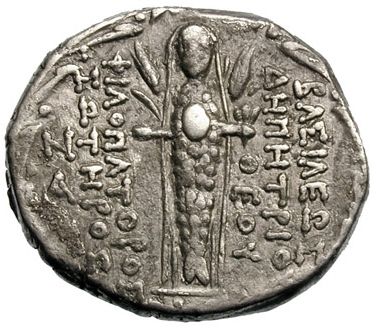
Реверс монеты Деметрия III с изображением Деркето из Аскалона

Атарга́тис — сирийская богиня, которую почитали в Бамбике (Эдессе) в Месопотамии.
Палестинские воды заменили ей чешуёй кожу. Оскорбила Афродиту, и та внушила ей любовь к смертному, она родила Семирамиду, от стыда бросилась в озеро и стала рыбой. Лукиан упоминает её как мать Семирамиды, её изображение в Гелиополе в виде рыбы.
Почиталась в Северной Сирии, отчасти у хананеев и финикиян, но особенно у филистимлян, где она была женской формой Дагона и, подобно ему, изображалась с нижней частью тела рыбы. С этим связывались легенды о превращении её в рыбу в Иераполе, а также представление о ней, как о божестве плодотворной влаги. Важным центром поклонения ей был Аскалон (ныне Ашкелон).
Лукиан в своем трактате «О сирийской богине» приводит описание её храма и проводившихся в нём в её честь обрядов. Однако его «Сирийская богиня», будучи тождественной с Деркето, носит черты, заимствованные и от фригийской Кибелы, и от греческих божеств, и культ её носит печать синкретизма.

## Имена
- Атаргатида[источник не указан 2046 дней].
- Деркето (Δερκετώ)[6][уточнить ссылку 2046 дней] — греческое искажение арамейского имени Астарты — Атаргата (ивр. עתרעתה‎ Ъатраъа́та[7]) или Тарата.

Согласно Страбону, её настоящее имя Афара, хотя Ктесий называет её Деркето.
Согласно античной традиции, Деркетия (Деркето) — «Дочь Вавилона».

## Созвездия
Некоторые считают её созвездием Девы. По мифу, она упала с неба около Бамбики, и рыба, жившая в озере, спасла её. Рыба стала созвездием. Порождения великой рыбы стали созвездием Рыб. Стоит упомянуть, что с именем Деркето связывали появление на небе созвездия Южная Рыба. При храмах богини были священные озёра с рыбами.

## Евгемеризм
По истолкованию, её имя произошло от сирийской царицы Гатиды, которая запрещала подданным есть рыб. Согласно Ксанфу Лидийскому, лидиец Мопс бросил её с сыном Ихтием за жестокость в Аскалонское озеро, где её съели рыбы. По другим, Атарата — жена царя Дамаска, чья могила в Дамаске.